# Britt Lower
Brittney "Britt" Leigh Lower, född 2 augusti 1985 i Heyworth, Illinois, är en amerikansk skådespelare.
Lower är utbildad vid Northwestern University där hon 2008 tog en kandidatexamen i kommunikation. Lower har bland annat medverkat i filmen Sisters där hon spelade Mrs. Geernt. I TV-serien Severance spelade hon Helly Riggs, en av huvudroller. I filmen Darkest Miriam spelade hon titelkaraktären Miriam.

## Filmografi (i urval)
- 2015 – Sisters
- 2022–2025 – Severance (TV-serie)
- 2024 – Darkest Miriam